# Jan Kulczyk
Jan Jerzy Kulczyk, né le 24 juin 1950 à Bydgoszcz et mort le 28 juillet 2015 à Vienne (Autriche), est un entrepreneur polonais.

## Biographie
En 1981, il crée une entreprise de commerce international Interkulpol. En 1988, il a fondé le premier réseau de distribution de voitures Volkswagen en Pologne.
Fondateur et propriétaire du groupe qui porte son nom, il bénéficie de la privatisation de nombreuses entreprises nationales polonaises dans les années 1990 et investit dans des domaines diversifiés (ressources minières, énergie, immobilier, brasserie, infrastructures...).
Il est l'homme le plus riche de Pologne, avec une fortune estimée à 4,1 milliards de dollars en février 2015.
Il meurt des suites d'une intervention chirurgicale mineure.